# 天上智喜
天上智喜 The Grace（てんじょうちき・ザ・グレース、朝: 천상지희 더 그레이스、英: CSJH The Grace、TENJOCHIKI）は、2005年に結成した韓国の4人組女性ダンスボーカルグループ。SMエンタテインメント所属。日本では同年にrhythm zoneからデビュー。公式に解散は発表はしていないが、2009年以降完全活動休止状態である。
「女性版・東方神起」として発足し、主に韓国と日本を拠点に活動した。グループ名「天上智喜」は、「天上の智恵と喜び」という意味で、メンバー4人の芸名である天舞、上美、智声、喜悦の頭文字を並べた造語である。英語圏での呼称は、優雅という意味の「The Grace」。デビュー当初のグループ名は単に「天上智喜」だったが、2006年後半頃から「天上智喜 The Grace」と呼ばれるようになった。

## 来歴
デビュー前の2004年に発売されたコンピレーション・アルバム『'04 SUMMER IN SMTOWN.COM』に参加し、「ダナ、ジヨン、サンデー、ステファニー」名義で収録曲「Fight To The End」を発表。
2005年4月末に中国の歌番組でデビュー公演を行い、その2日後の5月1日に韓国で放送デビュー。デビュー当初は韓国内で思うような成績があげられず、また「女性版・東方神起」という触れ込みが、人気絶頂期にあった彼らの韓国ファン層の猛反発を招いたため、中国と日本での活動に重点を置いていた。日本ではエイベックス系列のrhythm zoneから7枚のシングルと2枚のフルアルバムを発表。
2007年4月に韓国で発表したフルアルバム『もう一度OK? (One More Time, OK?)』のタイトル曲が『M COUNTDOWN』、『SBS人気歌謡』でデビュー2年で初の1位を獲得。
しかし、2009年初頭に日本での全国ツアー練習中にステファニーが持病の椎間板ヘルニアを悪化させたためにアメリカへ帰国し、グループ活動を無期限休止。その後3人体制で日本でのレギュラーラジオ番組FM OSAKA『天上智喜☆チキ！』を継続していたが、2009年6月24日の番組終了と同時に日本での活動は休止となった。
2011年にダナとサンデーがユニット「天上智喜 DANA & SUNDAY」を結成し、デジタルシングル「私を見て (One More Chance)」を発表したが、以降グループとしての活動は完全休止状態となっている。

## メンバー
リナ
芸名：上美リナ（サンミ・リナ、朝: 상미 린아、英: Sang Mi LINA、Shang Mei LINA）
本名：イ・ジヨン（漢: 李智淵、朝: 이지연、英: Lee Ji-Yeon）
生年月日：1984年2月18日（41歳）
SMエンタテインメント所属。グループ活動前の2002年に女性R&Bボーカルデュオ「イサクNジヨン」としてデビューするも、2004年に解散。現在はミュージカル女優として活動。
ダナ
芸名：喜悦ダナ（ヒヨル・ダナ、朝: 희열 다나、英: Hee Yeol DANA、Xi Yue DANA）
本名：ホン・ソンミ（漢: 洪成美、朝: 홍성미、英: Hong Sung-Mi）
生年月日：1986年7月17日（38歳）
SMエンタテインメント所属。グループ活動前の2001年にアルバム『DENA』でソロデビュー。現在は女優として活動。
サンデー
芸名：智声サンデー（チソン・サンデー、朝: 지성 선데이、英: Ji Sung SUNDAY、Zhi Sheng SUNDAY）
本名：ジン・ボラ（漢: 陳寶拉、朝: 진보라、英: Jin Bo-Ra）
生年月日：1987年1月12日（38歳）
SMエンタテインメント所属。グループ活動前の2004年にavex traxから日本ソロデビューをし、計2枚のシングルを発表。現在は主にミュージカル女優として活動。従姉は女優のチン・イェソル。
ステファニー
芸名：天舞ステファニー（チョンム・ステファニー、朝: 천무 스테파니、英: Cheon Mu STEPHANIE、Tian Wu STEPHANIE）
本名：キム・ボギョン（漢: 金寶京、朝: 김보경、英: Kim Bo-Kyung）、ステファニー・キム（朝: 스테파니 김、英: Stephanie Kim）
生年月日：1987年10月16日（37歳）
韓国系アメリカ人。ダブルユーケイメディア所属。2008年に持病の椎間板ヘルニアの悪化により、グループ活動を無期限休止しアメリカへ帰国。幼少時からクラシックバレエでプロとしての将来を嘱望されていたこともあり、寛解後にはバレリーナとしてのキャリアに戻った。2011年にロサンゼルス・バレエ団に入団。その後再び渡韓し、現在はソロ歌手、ミュージカル女優、バレリーナとして活動。

## 韓国での作品

### アルバム
天上智喜 The Grace
1. もう一度OK? (One More Time, OK?)（2007年5月4日）

DANA
1. DANA（2001年9月10日）
2. もしかしたら私たち (Maybe)（2003年10月1日）

### シングル
天上智喜 The Grace
1. Too Good（2005年4月29日）
2. The Club（2006年3月8日）
3. 情熱 (My Everything)（2006年11月3日）

天上智喜 DANA & SUNDAY
1. 私を見て (One More Chance)（2011年7月8日）

## 日本での作品

### アルバム
天上智喜 The Grace
1. Graceful 4（2007年11月14日、RZCD-45738/B、45739）
2. Dear...（2009年1月4日、RZCD-46111/B、46112）

### シングル
天上智喜 The Grace
1. Boomerang（2006年1月25日、RZCD-45274/B、45275）
2. The Club（2006年3月8日、RZCD-45332/B、45333）
3. Sweet Flower（2006年4月26日、RZCD-45355/B、45356） - TBS系列COUNT DOWN TVオープニングテーマ
4. juicy LOVE（2006年7月12日、RZCD-45399/B、45400）
5. Piranha（2007年8月1日、RZCD-45626/B、45627）
6. Stand Up People（2008年7月23日、RZCD-45943/B、45944）
7. Here（2008年10月22日、RZCD-46029/B、46030） - 映画「ホームレス中学生」主題歌

SUNDAY
- リラの片想い（2004年7月28日、作詞：松任谷由実、プロデュース：松任谷正隆）
- ウソツキBOY（2005年4月20日、プロデュース：m-flo） - 『music.jp』CM ソング（関東を除く）。日テレ系『音楽戦士 MUSIC FIGHTER』サビNAVI。

### その他
- '04 SUMMER IN SMTOWN.COM / SMTOWN（2004年6月30日）
  - 7． Fight To The End / ダナ、ジヨン、サンデー、ステファニー
- バックダンサーズ! オリジナル・サウンドトラック（2006年8月23日）
  - 4. Get on the floor / 天上智喜 & DOGMA
- STARS / MAKAI（2008年9月24日）
  - 9. EVERLASTING STAR feat. Stephanie (from 天上智喜)